# Nothobranchius luekei
Nothobranchius luekei là một loài cá thuộc họ Aplocheilidae. Nó là loài đặc hữu của Tanzania. Môi trường sống tự nhiên của chúng là intermittent đầm lầy nước ngọt.